# Corabia
Corabia es una ciudad con estatus de oraș ubicada en el distrito de Olt, Oltenia, Rumania. La palabra corabia en rumano significa barco. La ciudad tiene puerto a Danubio. La municipalidad está compuesta por los pueblos de Corabia con 20.978 habitantes, Tudor Vladimirescu con 753 habitantes, y Vârtopu con 653 habitantes.

## Geografía
La ciudad de Corabia está situado en el sur de Rumanía, a la orilla izquierda del Danubio en la Llanura de Romanaţi, parte de la Llanura de Oltenia y rodeado de los valles de Gârcov y Sneag. La ciudad está comunicada por la carretera DN54A que une Calafat con Turnu Măgurele y también, es punto final de la carretera DN54 Râmnicu Vâlcea-Caracal-Corabia.

## Clima
La ciudad tiene un clima templado continental con veranos cálidos. Las temperaturas promedias anuales están alrededor de 10-11 °C. Las precipitaciones anuales están entre 500-600 mm.

## Historia
Los primeros restos de asentamientos por estas tierras son de la Edad del Hierro. En el periodo dacio se desarrolla un gran centro militar, económico y político bajo el nombre de Sucidava. Tras las guerras con los romanos la ciudad cae en los manos de estos que lo ampliaran construyendo canales y muros de defensa y un puente sobre el Danubio de piedra y madera, acabado en el ano 328. En 1871 el príncipe Carol de Rumania declaró ciudad a Corabia.

## Población
Según el censo de 2002 en Corabia vivían 20.610 habitantes. Junto a la mayoría rumana (93%) conviven otras etnias como gitanos: 1380 personas o el 6,7% de la población de la ciudad. Casi todos los habitantes de la ciudad son seguidores de la Iglesia Ortodoxa Rumana, más de 99,7%.
La evolución de la población de Corabia:
- 1912-9.124
- 1930-8.857
- 1948-10.772
- 1956-11.502
- 1966-14.502
- 1977-19.631
- 1992-22.386
- 2002-20.610.
- 2021-13.527[2]

## Economía
Los sectores más importantes de la economía local son la agricultura, pesca, comercio, industria agro-alimentaria y el de servicios.

## Lugares de Interés Turístico
- Las ruinas romanas de la ciudadela Sucidava.
- La catedral Sfânta Treime (Santa Trinidad), una de las más grandes de Rumanía.
- El museo arqueológico que guarda piezas cerámicas y mosaicos romanos.
- El monumento de la plaza central de la ciudad que lleva tributo a la Guerra de Independencia de Rumania de 1878.